# Autódromo Rosamonte
El Autódromo Rosamonte, o también conocido como Autódromo Ciudad de Posadas, es un circuito de competencias de motor de la República Argentina, ubicado en las afueras de la Ciudad de Posadas en la Provincia de Misiones. Fue fundado en el año 1980 y desde su principal remodelación ocurrida en el año 2007, se convirtió en el circuito de carreras más importante de la provincia, relegando al Autódromo Ciudad de Oberá en cuanto a relevancia, más allá de la estratégica ubicación de este último. El circuito es administrado por el Automóvil Club de Misiones y su lleva el nombre de la empresa yerbatero-íctica Rosamonte, principal productor de Yerba mate en la Provincia y principal patrocinante de varias actividades deportivas.
Posee una longitud total de 4370 metros en su extensión principal y se caracteriza por ser un trazado que adopta las cualidades del terreno de la Provincia de Misiones, con pendientes y trepadas que proponen alta exigencia a quienes compiten en su trazado, sobre todo en la contracurva denominada "Carrusel", una contracurva rápida ubicada sobre una pendiente, donde los coches son exigidos al máximo para evitar despistes.
Las remodelaciones del circuito fueron realizadas con miras a la organización del Gran Premio Rosamonte del Turismo Carretera, siendo finalmente inauguradas en el año 2007. En aquella ocasión, el triunfo fue para el piloto de Salto, Guillermo Ortelli, con un Chevrolet Chevy, mientras que el récord del circuito está en manos de Norberto Fontana, quien con un Torino Cherokee estableció un tiempo de 1'35"098 a un Promedio de 165,429 km/h, el 22 de junio de 2012. Además del Turismo Carretera, este autódromo es sede de los grandes premios de dos las otras tres categorías más importantes de la República Argentina: el Top Race y el Turismo Nacional.

## Historia
El Autódromo Rosamonte fue inaugurado en el año 1980 y comenzó como un circuito para competencias zonales de la Provincia de Misiones. El trazado está ubicado en el Barrio San Isidro, de la Ciudad de Posadas, capital de la Provincia. Estuvo reservado para esa clase de carreras, hasta que en 2006 se dio inicio al ambicioso plan de refaccionarlo, construyendo sobre su traza original, un nuevo circuito con nueve curvas (tres a la derecha y seis a la izquierda). Su inauguración en el año 2007, marcó un hito dentro del automovilismo nacional, ya que por primera vez, este autódromo se ubicaba al tope del ranking de importancia de la región nordeste, gracias a la llegada del Turismo Carretera, categoría considerada como la más importante de Argentina. De esta forma, la región nordeste por primera vez, podía disfrutar del paso de esa mencionada categoría y al mismo tiempo, el norte del país pasaba a contar con dos autódromos de importancia, junto al Autódromo Martín Miguel de Güemes de la Ciudad de Salta. A estos dos, se les agregaría unos años más tarde, el Autódromo de Termas de Río Hondo en la Provincia de Santiago del Estero.
Este circuito no se caracteriza por poseer zonas claras para el sobrepaso, además de presentar un dibujo trabado donde los pilotos deben desplegar al máximo su potencial para establecer una buena clasificación, debido al poco espacio de adelantamiento que existe en competencia. Las ondulaciones características del terreno de la Provincia de Misiones son adoptadas por este trazado, armando un circuito con pendientes y trepadas que exigen la máxima concentración a sus pilotos. Uno de los tramos más complicados de realizar es una curva y contracurva ubicada sobre una pendiente, denominada el "Carrusel", en la cual los pilotos son exigidos para poder transitarla a gran velocidad. Un mínimo error en el Carrusel, derivaría en un despiste a alta velocidad.

### Como llegar
El circuito se encuentra ubicado en el Barrio San Isidro de la Ciudad de Posadas. Para llegar, se puede ingresar tomando la Ruta Nacional 12, y de allí optar por ingresar directamente sobre la Avenida Cabo de Hornos, o derivar por la Ruta Provincial 123 o la Avenida Mario del Tránsito Cocomarola, para luego ingresar por Cabo de Hornos. Las bocas de acceso, se ordenan de la siguiente forma:
- Acceso Norte: Tras ingresar por Ruta 12, se toma la Avenida Mario del Tránsito Cocomarola, hasta Avenida Cabo de Hornos.
- Acceso Este: Tras ingresar por Ruta 12, se accede directamente por Avenida Cabo de Hornos.
- Acceso Nordeste: Tras ingresar por Ruta 12, se toma la Ruta Provincial 123, hasta la Avenida Cabo de Hornos.

## Historial de competencias

### Turismo Carretera
| #  | Fecha                | Ganador             | Automóvil       |
| -- | -------------------- | ------------------- | --------------- |
| 1  | 24 de junio de 2007  | Guillermo Ortelli   | Chevrolet Chevy |
| 2  | 22 de junio de 2008  | Sergio Alaux        | Chevrolet Chevy |
| 3  | 7 de junio de 2009   | Mariano Altuna      | Chevrolet Chevy |
| 4  | 13 de junio de 2010  | Emiliano Spataro    | Chevrolet Chevy |
| 5  | 12 de junio de 2011  | Jonatan Castellano  | Dodge Cherokee  |
| 6  | 24 de junio de 2012  | Norberto Fontana    | Torino Cherokee |
| 7  | 9 de junio de 2013   | Néstor Girolami     | Torino Cherokee |
| 8  | 6 de julio de 2014   | Christian Ledesma   | Chevrolet Chevy |
| 9  | 21 de junio de 2015  | Mariano Werner      | Ford Falcon     |
| 10 | 12 de junio de 2016  | José Savino         | Ford Falcon     |
| 11 | 4 de junio de 2017   | Emiliano Spataro    | Torino Cherokee |
| 12 | 6 de mayo de 2018    | Facundo Ardusso     | Torino Cherokee |
| 13 | 7 de julio de 2019   | Juan Pablo Gianini  | Ford Falcon     |
| 14 | 22 de agosto de 2021 | Mariano Werner      | Ford Falcon     |
| 15 | 17 de julio de 2022  | Juan Cruz Benvenuti | Torino Cherokee |
| 16 | 2 de julio de 2023   | Mariano Werner      | Ford Falcon     |

### Turismo Nacional Clase 2
| # | Fecha                | Ganador         | Automóvil       |
| - | -------------------- | --------------- | --------------- |
| 1 | 27 de julio de 2008  | Iván Arbusti    | Chevrolet Corsa |
| 2 | 30 de agosto de 2009 | Luis Estivill   | Chevrolet Corsa |
| 3 | 8 de agosto de 2010  | Tulio Badaracco | Renault Clio    |
| 4 | 10 de julio de 2011  | Diego Pérez     | Chevrolet Corsa |
| 5 | 19 de agosto de 2012 | Carlos Cagnolo  | Chevrolet Corsa |

### Turismo Nacional Clase 3
| # | Fecha                | Ganador            | Automóvil            |
| - | -------------------- | ------------------ | -------------------- |
| 1 | 27 de julio de 2008  | Carlos Okulovich   | Honda New Civic      |
| 2 | 30 de agosto de 2009 | Hugo Lepphaile     | Honda New Civic      |
| 3 | 8 de agosto de 2010  | Luis José Di Palma | Peugeot 307          |
| 4 | 10 de julio de 2011  | Gabriel Zughella   | Chevrolet Astra      |
| 5 | 19 de agosto de 2012 | Luis Estivill      | Mitsubishi Lancer GT |

### Top Race V6
| # | Fecha                 | Ganador      | Marca               |
| - | --------------------- | ------------ | ------------------- |
| 1 | 21 de octubre de 2007 | Martín Ponte | Volkswagen Passat V |

### Top Race Junior
| # | Fecha                 | Ganador       | Marca          |
| - | --------------------- | ------------- | -------------- |
| 1 | 21 de octubre de 2007 | Carlos Sirera | Ford Mondeo II |